# Rosina Lhévinne
Rosina Lhévinne, z domu Bessie (ur. 28 marca 1880 w Kijowie, zm. 9 listopada 1976 w Glendale w Kalifornii) – amerykańska pianistka pochodzenia rosyjskiego.

## Życiorys
Studiowała w Konserwatorium Moskiewskim u Wasilija Safonowa, studia ukończyła w 1898 roku z I nagrodą. W tym samym roku poślubiła pianistę Josefa Lhévinne’a. Występowała w Wiedniu (1910), Petersburgu (1911) i Berlinie (1912). Po wybuchu I wojny światowej pozostała z mężem w Berlinie, w 1919 roku wyemigrowała do Stanów Zjednoczonych. Uczyła gry na fortepianie w Juilliard School of Music w Nowym Jorku. Do jej uczniów należeli Van Cliburn, Misha Dichter, John Browning i Garrick Ohlsson.